# Salaḩ Chīn
Salaḩ Chīn (persiska: Sang Būr, سَلَح چين, سَنكبُر, سَنگ بور, سلح چين) är en ort i Iran.   Den ligger i provinsen Chahar Mahal och Bakhtiari, i den centrala delen av landet, 500 km söder om huvudstaden Teheran. Salaḩ Chīn ligger 1 861 meter över havet och antalet invånare är 696.
Terrängen runt Salaḩ Chīn är varierad.Runt Salaḩ Chīn är det ganska glesbefolkat, med 38 invånare per kvadratkilometer. Närmaste större samhälle är Ālūnī, 11,0 km nordväst om Salaḩ Chīn. Trakten runt Salaḩ Chīn består till största delen av jordbruksmark.